# Mount Douglass
Mount Douglass ist ein 393 m hoher und vereister Berg im westantarktischen Marie-Byrd-Land. Er ragt in den Ford Ranges 13 km ostsüdöstlich des Mount Woodward an der Südflanke des Boyd-Gletschers auf.
Entdeckt wurde der Berg 1934 bei Überflügen im Rahmen der zweiten Antarktisexpedition (1933–1935) des US-amerikanischen Polarforschers Richard Evelyn Byrd. Namensgeber ist Malcom Chetwode Douglass (1903–1951), Hundeschlittenführer auf der Westbasis bei der United States Antarctic Service Expedition (1939–1941).